# Уусимаа (область)
У́усимаа (У́сима; фин. Uusimaa, швед. Nyland — Нюланд) — область (фин. maakunta / швед. landskap) в Южной Финляндии. Граничит с областями Варсинайс-Суоми, Канта-Хяме, Пяйят-Хяме и Кюменлааксо. 1 января 2011 года объединена с областью Восточная Уусимаа.
В Финском заливе в шхерах западной части побережья провинции Уусимаа расположен Национальный парк архипелага Таммисаари.

## Административно-территориальное деление
Уусимаа включает 28 общин (муниципалитет), которые объединены в четыре района (фин. seutukunta) — Хельсинкский и Раасепоринский.
Район Хельсинки:
- Хельсинки (Helsinki, Helsingfors)
- Вантаа (Vantaa, Vanda)
- Эспоо (Espoo, Esbo)
- Кауниайнен (Kauniainen, Grankulla)
- Хювинкяа (Hyvinkää, Hyvinge)
- Ярвенпяа (Järvenpää, Träskända)
- Керава (Kerava, Kervo)
- Карккила (Karkkila, Högfors)
- Лохья (Lohja, Lojo)
- Киркконумми (Kirkkonummi, Kyrkslätt)
- Мянтсяля (Mäntsälä)
- Нурмиярви Nurmijärvi
- Порнайнен (Pornainen, Borgnäs)
- Сиунтио (Siuntio, Sjundeå)
- Туусула (Tuusula, Tusby)
- Карьялохья (Karjalohja, Karislojo)
- Нумми-Пусула (Nummi-Pusula)
- Вихти (Vihti, Vichtis)

Район Раасепори:
- Ханко (Hanko, Hangö)
- Инкоо (Inkoo, Ingå)
- Раасепори (Raasepori, Raseborg)

Общины бывшей области Восточная Уусимаа:
Район Порвоо:
- Аскола (Askola)
- Мюрскюля (Myrskylä)
- Пуккила (Pukkila)
- Порвоо (Porvoo, Borgå)

Район Ловийса:
- Лапинъярви (Lapinjärvi, Lappträsk)
- Ловийса (Loviisa, Lovisa)

## Экономика
По ВВП на душу населения в 2017 г. регион занимал 1-е место (из 19 регионов) в Финляндии с показателем 45 459 евро на человека и был одним из двух регионов (наравне с Аландскими островами), где ВВП на душу населения превышал средний по Финляндии.